# 邱先觉
邱先覺（義大利語：Orazio Ferrucio Ceól，1911年7月26日—1990年6月23日），是天主教義大利籍主教及方濟會會士。曾任蘄州教區主教。（1948年-1983年）

## 生平

### 鐸職
邱先覺出生於1911年7月26日，在意大利王國特倫托自治省達伊阿諾。1926年8月1日他15歲時加入特倫托聖維吉利奧會省方濟會。1934年3月18日邱先覺在22歲時晉鐸，並赴中國湖北省蘄春等地傳教。

### 牧職
1948年6月10日，邱先覺在36歲時獲時任教宗庇護十二世任命為蘄州教區主教。同年9月26日在漢口聖若瑟主教座堂，由漢口總教區總主教羅錦章主禮，蘄州教區宗座署理佳格理主教和武昌教區主教郭時濟襄禮晉牧。
1949年10月1日，中國共產黨在中國大陸地區建立中華人民共和國，並開始針對天主教進行宗教迫害及打壓，教會已經無法正常功能。1951年9月，邱先覺主教及浠水縣天主教堂主任司鐸邊安吉被逮捕。同年10月25日，中南軍政委員會以“從事非法活動，窩藏國民黨軍政人員，組織聖母軍，對抗土地革命，阻止教友參加政治活動、反對自辦教會”罪名起訴邱主教。他在獄中受盡折磨，法庭判處他死刑，但於1952年12月23日，邱主教被驅逐出境，經香港再回意大利。

### 秘魯傳教
邱先覺主教返回義大利後，在方濟會總會工作。1955年，赴秘魯利馬，向當地華僑傳教。1961年，他在當地創立若望二十三世秘中學校。
他曾出席1962年至1965年間舉行的梵蒂岡第二屆大公會議。他任內曾分別襄禮祝聖在1962年玻利維亞艾基萊自治監督區監督哈辛托·埃切爾主教、1967年秘魯瓦里教區主教但丁·弗拉斯內利·塔特、1967年秘魯亞馬遜聖若瑟宗座代牧區洛倫佐·魯道夫·吉博德·萊韋斯克輔理主教和1970年秘魯利馬總教區輔理主教傑曼·施密茨·紹爾博恩。
1983年，71歲的邱先覺主教正式榮休湖北蘄州教區主教，後回到義大利修養。1990年6月23日，邱先覺主教在義大利特倫托自治省方濟會會院去世，享年78歲。